# 뱀파이어 아이돌
《뱀파이어 아이돌》은 종합편성채널 MBN에서 방영 한 청춘멜로시트콤으로 2011년 12월 5일 밤 8시부터 매주 월요일~금요일에 방영되었고 2012년 3월 30일 금요일에 조기종영되었다.

## 개요
종합편성채널 MBN 개국 특집으로 기획된 작품으로, 미지의 행성에서 날아온 꽃미남 뱀파이어들의 지구생활 적응이야기를 그린 시트콤이다.

## 등장 인물
- 왕자 (빠빠) - 이정

우주 나이 200세. 뱀파리투스 행성의 왕자로 외모, 성품, 지능, 에티튜드 모든게 완벽한 퍼팩트 맨이다. (이 모든것은 뱀파리투스 행성에서만 해당된다.) 풀 네임은 뱀파리투스 팡예라 트와일라잇 왈라키아 쿤야레스 루마니아 블라랑뚜와 트란실베니아 뉴문 데니오스 벨랄루치 브레이킹던 드라큘라울랄라 이클립스 아파리디아.
- 민경 - 강민경

19세, 전직 중국집 배달원이자, SD 기획사 소속 로드매니저로 훗날 걸스걸스의 보컬로 영입된다. 배달원 시절 별명은 번개.
- 동엽 - 신동엽

SD 기획사 매니저로, 뱀파리투스 행성 출신 4인방으로 구성된‘뱀파이어 보이즈’를 담당하고 있으며, 입만 열면 다 뻥이고 거짓말인 귀여운 사기꾼 기질을 가지고 있으며, 그 역시 뱀파이어이지만 거의 인간으로 퇴화되었다. (뱀파이어로서의 이름은 때찌때찌웁스이다.)
- 수미 - 김수미 ( 아역 - 송수현)

61세, SD 기획사 소속 ‘뱀파이어 보이즈’, ‘걸스걸스’숙소에서 부엌데기로 살고 있고, 동엽과는 부부사이다.
- 수혁/무까딜 페주아 - 이수혁

지구 나이 20세, 우주 나이 200세. SD 기획사 소속 그룹 ‘뱀파이어 보이즈’의 보컬, 기타, 드럼 등 멀티 포지션을 맡고있으며, 빠빠의 호위무사 중 하나다. 뱀파리투스 행성 출신의 의리 마초 흡혈 뱀파이어이다.
- 종현/야리루 지니어스 - 홍종현

지구 나이 20세, 우주 나이 200세. IQ 790의 우주 최고의 브레인으로, 빠빠의 호위무사 중 하나다.
- 우빈/까브리 라리스 - 김우빈

지구 나이 20세, 우주 나이 200세. 뱀파리투스 행성에서 뛰어난 청력으로 빠빠의 호위무사가 되었다.
- 광록 - 오광록

SD 기획사 사장. 2년 전 우면산에서 지뢰를 밟았다가 동엽의 도움으로 가까스로 살아나 동엽을 매니저로 기용한다.
- 오드리 동동 - 김동수

광록을 짝사랑하는 로맨티스트 여사.
- 우희 - 천우희

SD 기획사 소속 ‘걸스걸스’ 리더로, 광록의 딸이다. 빠빠의 첫사랑인 쫌생이 별 공주와 닮아 빠빠의 사랑을 받는다.
- 민아 - 민아

SD 기획사 소속 ‘걸스걸스’의 막내로, 귀엽지만 상식이 다소 떨어지고, 빵을 매우 좋아한다.
- 수연 - 김수연

SD 기획사 소속 ‘걸스걸스’에서 섹시함을 맡은 멤버.
- 유비 - 이유비

SD 기획사 소속 ‘걸스걸스’에서 말 없는 신비주의 컨셉의 래퍼로, 멤버들과도 주로 문자메시지로 소통한다.
- 광희 - 황광희

SD 기획사 최고의 스타.
- 해인 - 이해인

‘걸스걸스’의 안무 선생님.
- 뱀파리투스 왕 (빠빠빠) - 박휘순

빠빠의 아버지로, 뱀파리투스 행성 제72489대 빠빠빠이다. 국민들이 흥분할 것을 우려해 한류를 금지했다.
- 연지후
- 남태부

## 본방송 시간
- 1회~9회 (12월 6일~12월 16일) : 오후 9시 30분
- 10회~14회 (12월 26일~12월 30일) : 오후 7시 30분
- 15회~79회 (1월 2일~ 3월 30일) : 오후 8시 00분

## 결방
- 12월 19일~23일은 북한 김정일 국방위원장 사망 뉴스특보로 인한 편성변경으로 결방되었다.

## 제작진
- 각본 - 이성은, 하철승, 이세라, 백지현
- 연출 - 이근욱, 유용희, 백승주
- 조연출 - 김경진
- 편집 - 이미경, 오상환